# Russell Jacquet
Russell Jacquet (Saint Martinville, 4 de diciembre de 1917-Los Ángeles, 28 de febrero de 1990) fue un trompetista estadounidense.
Rusell Jacquet nació en 1917 en Saint Martinville, Luisiana. Era el hermano mayor del conocido saxofonista tenor Illinois Jacquet, con quien trabajó durante años. Jacquet tocó con Floyd Ray y Milt Larkin antes de empezar a estudiar música en el Wiley College y en la Texas Southern University. Se trasladó al oeste y tocó con la banda de su hermano durante un tiempo, para después formar su propio grupo que se convirtió en la banda de la casa en el Cotton Club de 1945 a 1949. A continuación, volvió a unirse al grupo de su hermano. Más tarde tocó con varios grupos pequeños en Oakland, California, y en Houston con Arnett Cobb, y en algunas ocasiones en Nueva York, de nuevo con su hermano.
Falleció de un ataque al corazón en 1990 en Los Ángeles, California, a los 72 años.

## Discografía
Con Illinois Jacquet
- Groovin' with Jacquet (Clef, 1951-53 [1956])
- The Kid and the Brute (Clef, 1955)
- Spectrum (Argo, 1965)
- The Soul Explosion (Prestige, 1969)